# Dendropsophus haraldschultzi
Dendropsophus haraldschultzi (лат.) — вид земноводных из семейства квакши. Эндемик Южной Америки: Бразилия (Rio Solimões, Rio Juruá, Rio Purus), Колумбия и Перу. Встречаются во влажных тропических лесах на высотах до 300 м. Вид D. haraldschultzi был впервые описан в 1962 году бразильским зоологом Вернером Бокерманном (Werner Bokermann, 1929—1995) под первоначальным названием Hyla haraldschultzi Bokermann, 1962.